# Leslie Lemke
Leslie Lemke (ur. 31 stycznia 1952 w Milwaukee) – chory na porażenie mózgowe, niedorozwinięty i niewidomy sawant, wybitnie uzdolniony muzycznie.
W wieku 16 lat usłyszał koncert Piotra Czajkowskiego w telewizji. Pomimo tego, że nigdy nie umiał grać na pianinie, zagrał cały koncert. Potrafi zagrać bezbłędnie kilka tysięcy utworów, a także te, które usłyszał po raz pierwszy. Nauczył się chodzić w wieku 15 lat. Obecnie zarabia na życie, koncertując.
Został on porzucony przez biologiczną matkę i adoptowany w niemowlęctwie przez pielęgniarkę May Lemke.